# توماس أليوت
توماس أليوت (بالإنجليزية: Thomas Elliot)‏ (18 يونيو 1979 بجزر كايمان في المملكة المتحدة - ) هو لاعب كرة قدم بريطاني في مركز الدفاع. شارك مع منتخب جزر كايمان لكرة القدم. أما مع النوادي، فقد لعب مع Sunset FC ‏.

## وصلات خارجية
- توماس أليوت على موقع الاتحاد الدولي (مؤرشف)  (الإنجليزية)
- توماس أليوت على موقع قاعدة بيانات كرة القدم.إي يو (الإنجليزية)
- توماس أليوت على موقع ناشيونال فوتبول تيمز (الإنجليزية)
- توماس أليوت على موقع Soccerway.com (الإنجليزية)